# Akantos ze Sparty
Akantos ze Sparty – pierwszy zwycięzca olimpijski w biegu długodystansowym dolichos podczas XV igrzysk olimpijskich w 720 p.n.e.
Według niektórych źródeł miał być pierwszym zawodnikiem, który uczestniczył w igrzyskach nago.